# Rising Sun-Lebanon
Rising Sun-Lebanon is een plaats (census-designated place) in het midden van de Amerikaanse staat Delaware, die bestuurlijk gezien valt onder Kent County.

## Demografie
Bij de volkstelling in 2000 werd het aantal inwoners vastgesteld op 2458.

## Geografie
Volgens het United States Census Bureau beslaat de plaats een oppervlakte van
9,2 km², waarvan 8,8 km² land en 0,4 km² water.

## Plaatsen in de nabije omgeving
De onderstaande figuur toont nabijgelegen plaatsen in een straal van 8 km rond Rising Sun-Lebanon.